# La semana del asesino
La semana del asesino, conocida internacionalmente como The cannibal man, es una película de terror estrenada en 1972 dirigida por Eloy de la Iglesia. 
Destaca en la filmografía del director por plantear una trama de terror en un entorno cotidiano, con fuerte componente social, ambientada en los suburbios. Es la primera vez también que De la Iglesia aborda la homosexualidad de manera evidente, a pesar de la acción de la censura cinematográfica, tema recurrente en sus películas posteriores.

## Sinopsis
Marcos (Vicente Parra), un obrero que trabaja en un matadero cárnico, vive una vida rutinaria, humilde y sin alicientes. Todo cambiará cuando mata accidentalmente de una pedrada a un taxista (Goyo Lebrero) con quien mantenía una discusión. Su novia Paula (Emma Cohen) presencia los acontecimientos y, ante la amenaza de acudir a la policía para denunciarlo, acaba siendo estrangulada. 
A medida que otras personas, incluso de su propia familia, empiezan a sospechar de sus acciones o de las desapariciones de sus seres queridos, Marcos progresivamente caerá en una espiral de asesinatos. Transformado en un asesino en serie, cometiendo nuevos crímenes para borrar las huellas de los anteriores, va deshaciéndose de los cadáveres en el matadero donde trabaja. 
Paralelamente su vecino Néstor (Eusebio Poncela), que vive en un moderno edificio de apartamentos que linda con la chabola donde vive Marcos, descubre sus secretos. Irá ganándose su confianza poco a poco y, seduciéndolo, le descubrirá un nuevo mundo.

## Reparto
- Vicente Parra - Marcos
- Emma Cohen - Paula
- Eusebio Poncela - Néstor
- Charly Bravo - Esteban
- Fernando Sánchez Polack - Señor Ambrosio
- Goyo Lebrero - Taxista
- Vicky Lagos - Rosa
- Ismael Merlo - Jefe de personal
- Rafael Hernández - Agustín
- José Franco (actor) - Tendero
- Valentín Tornos - Obrero
- Antonio Orengo - Camarero
- Antonio Corencia - Obrero burlón
- Antonio del Real - Obrero burlón
- José Félix Montoya - Vigilante de servicio
- Ángel Blanco - Trabajador fábrica
- Manuel Calvo - Tipo
- Emilio Hortela
- Paca Gabaldón
- Lola Herrera - Carmen

## Producción
La semana del asesino cuenta con una doble versión, para el mercado de España y para el mercado internacional, que difieren en duración: 94 minutos de la versión española, 98 minutos en la versión estrenada en Reino Unido y los 108 minutos de la versión restaurada. Sin embargo la principal diferencia estriba en el hecho de que la versión internacional contiene las escenas donde es más obvia la trama de seducción homosexual y la española contiene escenas más sangrientas.
Rodada originalmente en localizaciones de Madrid capital, la cinta está rodada en inglés con algunas secuencias rodadas en español. Entre los años 1972 y 1975 se estrenó en pantallas de España, Reino Unido, Estados Unidos, República Federal de Alemania e Italia. Producida por la compañía Atlas International Film, contó con la producción de su actor principal, Vicente Parra, quien deseaba reorientar su carrera hacia papeles de género más dramático y logró críticas positivas.
A pesar de su género, el cine de terror, La semana del asesino es una de las películas más perjudicadas por la censura cinematográfica vigente en la época. Ya en el tardofranquismo la censura era más estricta con temáticas políticas y pornográficas pero solía pasar por alto las tramas de terror si no mostraban aspectos eróticos. El guion presentado fue rechazado en dos ocasiones y el metraje sufrió 64 cortes en total. Su director asumió en reiteradas entrevistas que, pese a la existencia de doble versión, no se podría recuperar la concepción original del filme. Sin embargo la última edición en DVD sintetiza adecuadamente el material disponible y muestra un sentido fidedigno de la película en su conjunto.

"Tuvimos problemas con la Censura, no te creas, pero en general salió bien. Y la producción era un espanto, ya te puedes imaginar, todo muy precario pero siempre estaba Eloy presente, con ese espíritu tremebundo. Y eso es muy importante: si no tienes un jefe, un timonel que no sepa dónde cojones va la película, mal. Y él tenía ese espíritu, pero de verdad. (...) Fue un rodaje peculiar, por decirlo piadosamente. Y siempre me extrañaré de cómo pudo funcionar aquello, porque a mí Vicente Parra no me seducía en lo más mínimo. (...) Porque ahora, visto desde la distancia, me pregunto cómo pude hacerlo creíble: Vicente, pobrecito, me espantaba un poco. Sexualmente, quiero decir."
Eusebio Poncela, sobre La noche del asesino en CaninoMag (2016) 

## Recepción
La crítica, tanto en los portales específicos como IMDb o FilmAffinity como en las revistas de cine, tiene una consideración positiva de la película. En IMDb obtiene una puntuación de 6,3 sobre 10. Los usuarios de FilmAffinity España le otorgan, basándose en 797 votos, un 6,1 sobre 10.
La revista Fotogramas reseña que se trata de «uno de los films más interesantes de un director que, en esta misma época, realizó otros títulos que también han generado un verdadero culto (Algo amargo en la boca, El techo de cristal)» aunque critica «su deslavazado sentido del ritmo y una puesta en escena un tanto atrabiliaria no impiden que consiga crear una de las atmósferas más sórdidas e inquietantes de la historia del cine español».
Dani Rodríguez, en la web cinemaldito.com, destaca la cinta como «transgresora, opresiva y atrevida en la insinuación de una supuesta relación homosexual más obvia de lo que a primera instancia parece, la película sirve como perfecta muestra de las intenciones valientes y personalísimas de un cineasta al que confiemos que el paso de los años ponga su lugar».

## Premios
Medallas del Círculo de Escritores Cinematográficos
| Categoría   | Película      | Resultado |
| ----------- | ------------- | --------- |
| Mejor actor | Vicente Parra | Ganador   |